# Kainã
Kainã Nunes da Silva Amarante noto anche come Kainã (Porto Alegre, 31 maggio 1997) è un calciatore brasiliano, attaccante dell'Esteghlal Khuzestan.

## Biografia
Ha un fratello gemello Kevin, anch'egli calciatore, che gioca nel São Joseense.

## Carriera

### Club
Il 24 luglio 2024 viene acquistato a titolo definitivo dalla squadra iraniana dell'Esteghlal Khuzestan.